# Вестернейкерк
Вестернейкерк (нід. Westernijkerk, фриз. Westernijtsjerk) — селище в нідерландській провінції Фрисландія. Входить до муніципалітету Північно-Східна Фрисландія.